# فورسراكوس
الفورسراكوس لونجيسيميوس (لاتينية:Phorusrhacos longissimus) هو نوع منقرض عملاق مفترس من طيور الرعب لا يطير، عاش خلال عصر الميوسين في باتاجونيا في الأرجنتين، ينتمي إلي رتبة السيريميات وأقرب الأقرباء الأحياء للفورسراكوس هو نوع أصغر منه بكثير هو السيريماس، ويُعتقد أن الفورسراكوس عاش في الغابات منخفضة الكثافة والأراضي العشبية، الفورسراكوس البالغ كان يبلغ طوله 2.5 متر وقدر وزنه بـ 130 كيلوجرام، وكانت لديه جمجمة ضخمة يصل طولها إلى 60 سنتيمتر، وكان مسلحًا بمنقار ذو خطاف مائل ومخالب كبيرة وكان آكلاً للحوم.

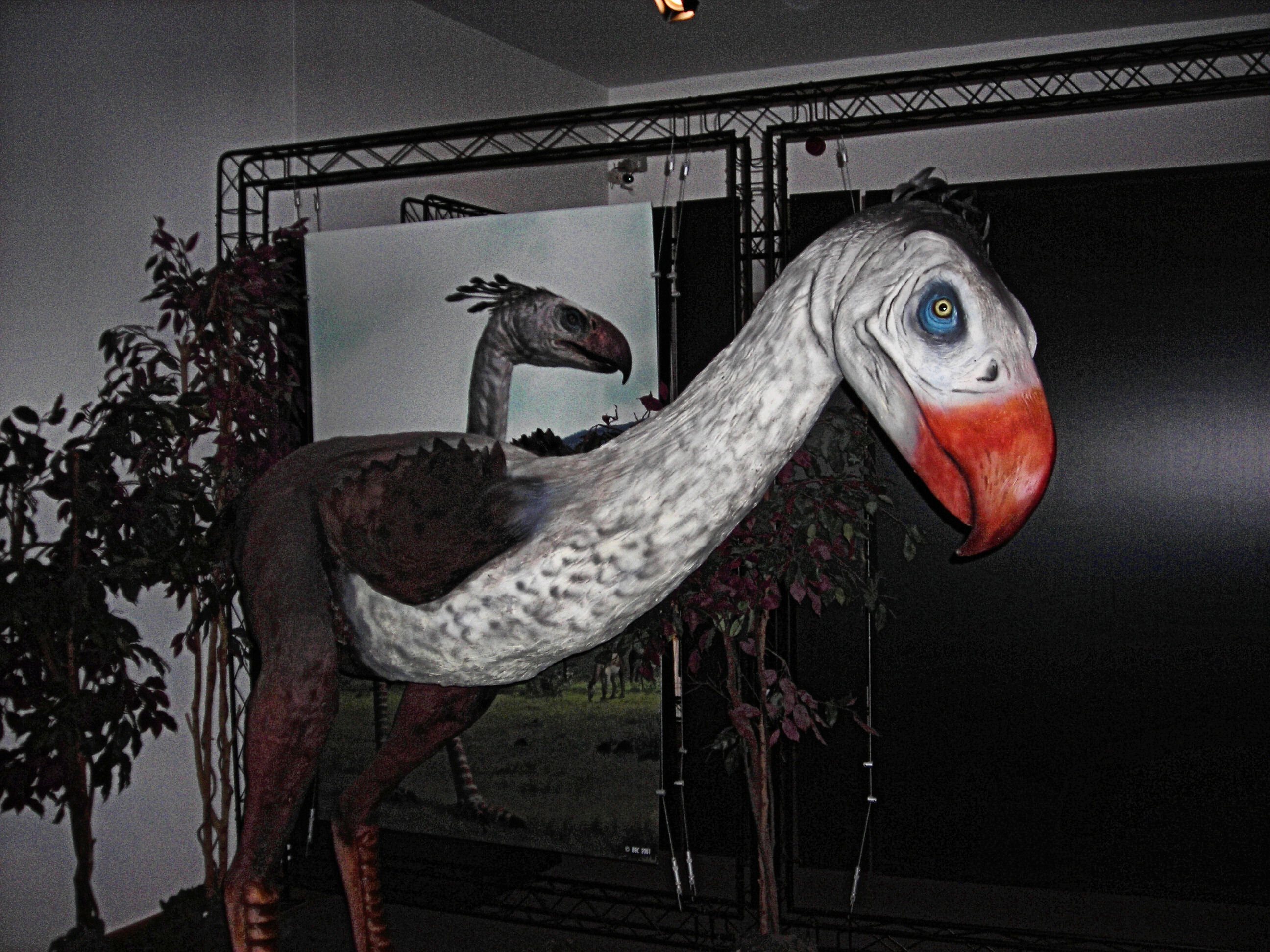
الفورسراكوس كما ظهر في برفقة الضواري